# Stacy (dator)
STacy var en bärbar dator från Atari som släpptes 1989. Den sågs som en bärbar motsvarighet till Atari ST och operativsystemet var Ataris egna TOS 1.04. Det grafiska gränssnittet var GEM från Digital Research Inc och processor var en MC 68000 från Motorola på 8 MHz.